# Mariakapel (Halle)

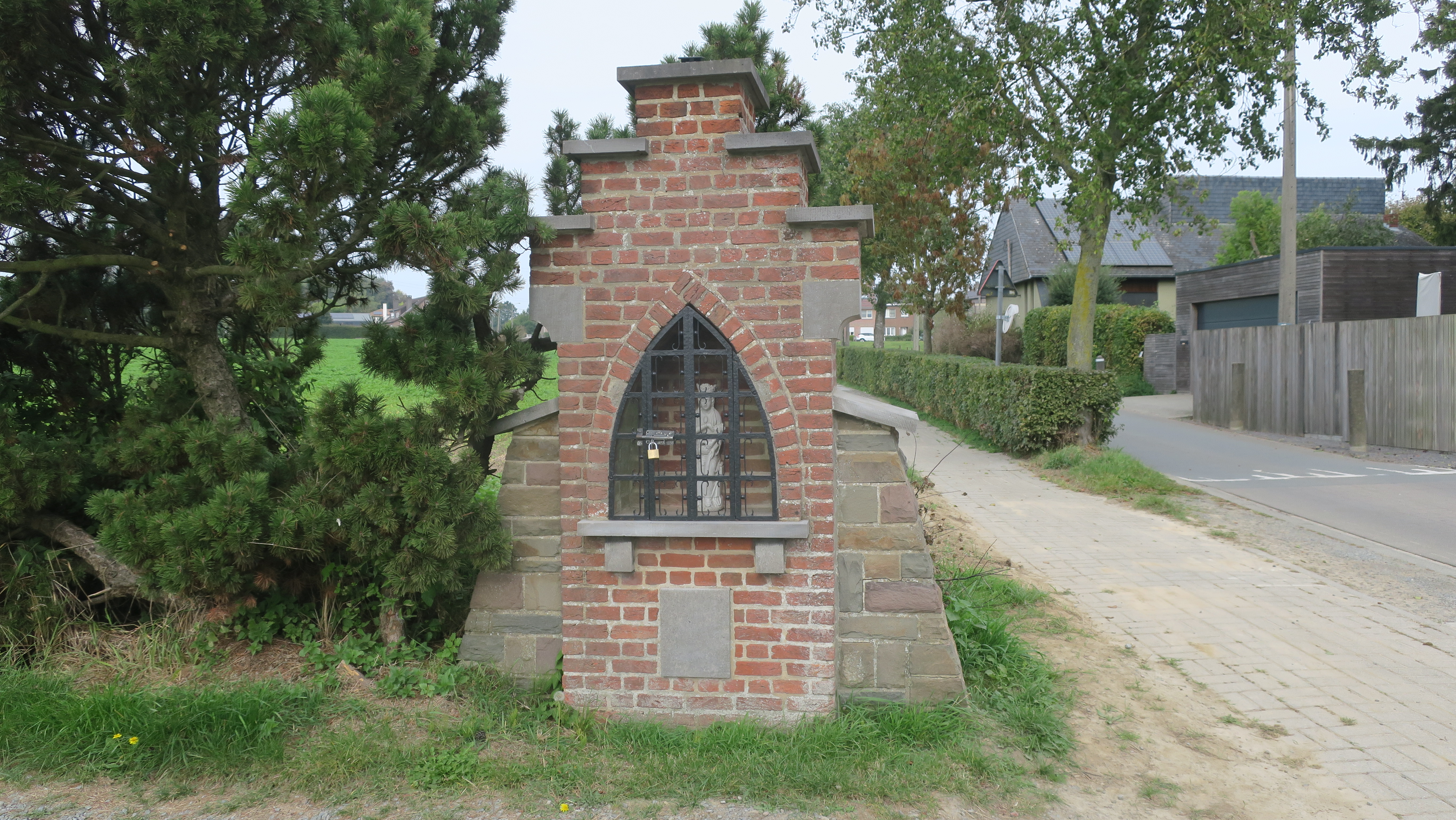

Deze Mariakapel bevindt zich in de Vlaams-Brabantse gemeente Halle. Ze is gelegen aan de hoek van de Victor Demesmaekerstraat en de Grote Weide.
De kapel is opgetrokken uit baksteen en blauwe hardsteen.  Steunberen in breuksteen ondersteunen het geheel. Bijzonder is de trapgevel. De spitsboogvormige nis met bakstenen omlijsting wordt afgesloten met een ijzeren hek. In de nis staat beeld van Onze-Lieve-Vrouw. Onder de nis zit een gevelplaat.
Deze kapel maakt deel uit van de Weg-Om. De Weg-Om is een van de oudste processiewegen van het land, die verschillende kapelletjes in het centrum van Halle en de velden net buiten de stad verbindt. De ommegang is 5,6 km lang en vertrekt van aan de Basiliek in Halle in zuidwestelijke richting. De Weg-Om trekt nog steeds tal van bedevaarders aan.